# Hebecarpa greggii
Hebecarpa greggii är en jungfrulinsväxtart som först beskrevs av Sereno Watson, och fick sitt nu gällande namn av J.R.Abbott. Hebecarpa greggii ingår i släktet Hebecarpa och familjen jungfrulinsväxter. Inga underarter finns listade i Catalogue of Life.